# Parc de Choisy
Le parc de Choisy, également nommé square de Choisy, est un jardin public situé dans le 13e arrondissement de Paris. Important espace vert du quartier chinois, il est ouvert en 1937 et s'étend sur 4,3 hectares.

## Situation et accès
Situé à proximité du quartier chinois, il est bordé par la rue du Docteur-Magnan — une de ses entrées faisant face à la cité scolaire Claude-Monet —, ainsi que par les rues Charles-Moureu, George-Eastman et par l'avenue de Choisy, dont il tire son nom.

## Historique
Le parc de Choisy a été aménagé en 1937 à l'emplacement de l'ancienne usine à gaz d'Ivry, qui a fonctionné de 1836 au début des années 1930. Elle était composée, lors de sa création, de trois gazomètres. En 1876, Gustave Eiffel réalise l’agrandissement en construisant quatre autres gazomètres.
Préalablement à la construction de cette usine et de ses gazomètres, il a fallu effectuer des consolidations dans les anciennes carrières souterraines. Ainsi, sept galeries circulaires aux tailles variables, épousant la forme des anciens gazomètres, traversent le sous-sol du parc. Un escalier condamné situé dans l'enceinte du parc permettait un accès à ces carrières souterraines, mais à la suite d'assauts répétés des visiteurs clandestins, il a été définitivement injecté en 2015.

## Éléments remarquables
À proximité de l'avenue de Choisy, un cèdre bleu de l'Atlas a été planté comme arbre de la liberté en 1939 pour la commémoration du cent-cinquantenaire de la révolution de 1789. À ce titre, cet arbre est classé « arbre remarquable » et ses dimensions étaient, en 2011, de 25 mètres de hauteur pour 3,50 mètres de circonférence. La plaque le signalant a été enlevée sous l'Occupation, puis a été remplacée le 25 août 1945 après la Libération de Paris. En face se trouve une stèle commémorant le génocide cambodgien par les Khmers rouges entre 1975 et 1979.
L'arrière de la Fondation George-Eastman, conçue dans les années 1930 à partir d'une donation de l'industriel américain George Eastman en vue de surveiller l'hygiène dentaire des enfants du quartier, donne sur le parc. L'institut remplit toujours les fonctions de centre bucco-dentaire municipal.
Proche de l'entrée avenue de Choisy se trouve une table de porphyre rouge, souvenir de l'Exposition universelle de 1937, don de la Finlande. Autrefois se trouvait une sculpture métallique monumentale de Richard Serra, intitulée Clara-Clara, qui aurait été installée dans le parc entre 1985 et 1990, mais des témoignages concordants attestent sa présence au milieu des années 1990.
Une stèle a été inaugurée en 2010 à la mémoire des très jeunes enfants juifs du 13e arrondissement morts en déportation. Les noms de 36 enfants entre cinq mois et cinq ans sont inscrits sur cette stèle, qui est proche des entrées des rues Georges-Eastman et Charles-Moureu.

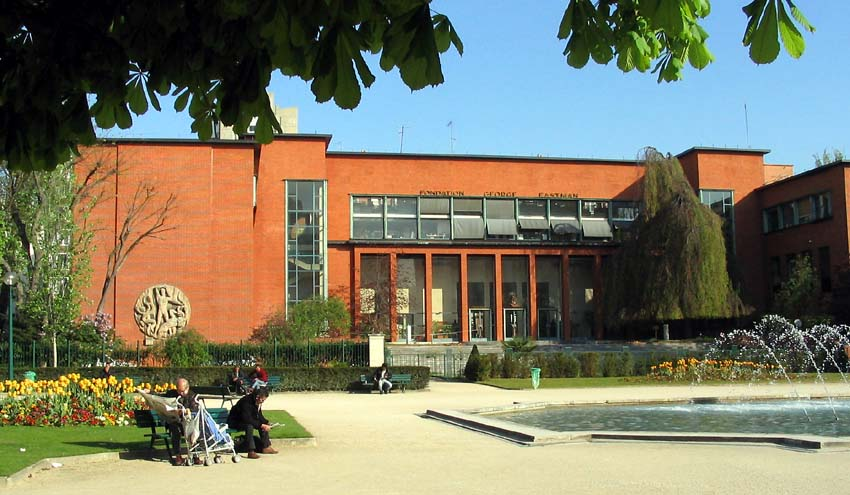
Fondation George-Eastman.
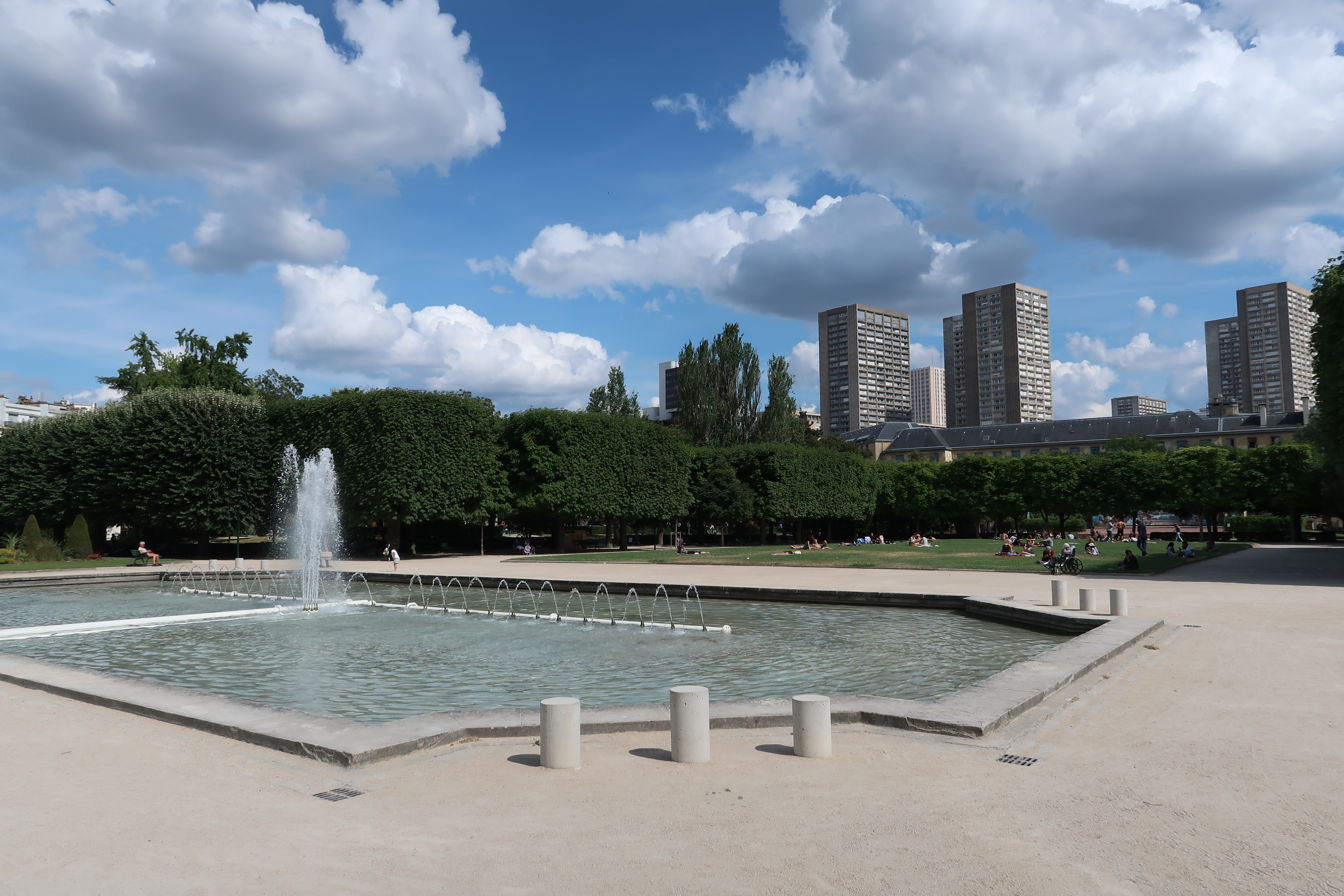
La fontaine centrale du parc, avec le lycée Claude-Monet puis les tours d'Italie 13 au dernier plan.